# غين (بلدية فرنسية)
غين (بالفرنسية: Guînes)‏ بلدية تقع في إقليم باد كاليه من منطقة نور با دو كاليه في أقصى شمال فرنسا. تبلغ مساحة هذه المدينة 26.42 كم²، وترتفع عن سطح البحر ستة أمتار. بلغ عدد سكانها 5221 نسمة حسب إحصاء المعهد الوطني للإحصاء والدراسات الاقتصادية سنة 2009 م. ترأس مارك ميدين (بالفرنسية: Marc Médine)‏ البلدية خلال فترة 2008-2014.

## أعلام
- غاستون بورش